# Kuwayamaea brachyptera
Kuwayamaea brachyptera är en insektsart som beskrevs av Andrej Vasiljevitj Gorochov och Kang 2002. Kuwayamaea brachyptera ingår i släktet Kuwayamaea och familjen vårtbitare. Inga underarter finns listade i Catalogue of Life.